# IFRS 17 Pojistné smlouvy
IFRS 17 Pojistné smlouvy je mezinárodní účetní standard (IFRS), který vydala rada IASB (Rada pro mezinárodní účetní standardy, ang. International Accounting Standards Board) v květnu 2017. Tento standard se zabývá metodami oceňování pojistných smluv, přechodem ze současného standardu IFRS 4 a především sjednocení požadavků na vykazování účetních hodnot. Na základě schválení IASB má standard vstoupit v platnost 1. 1. 2023.

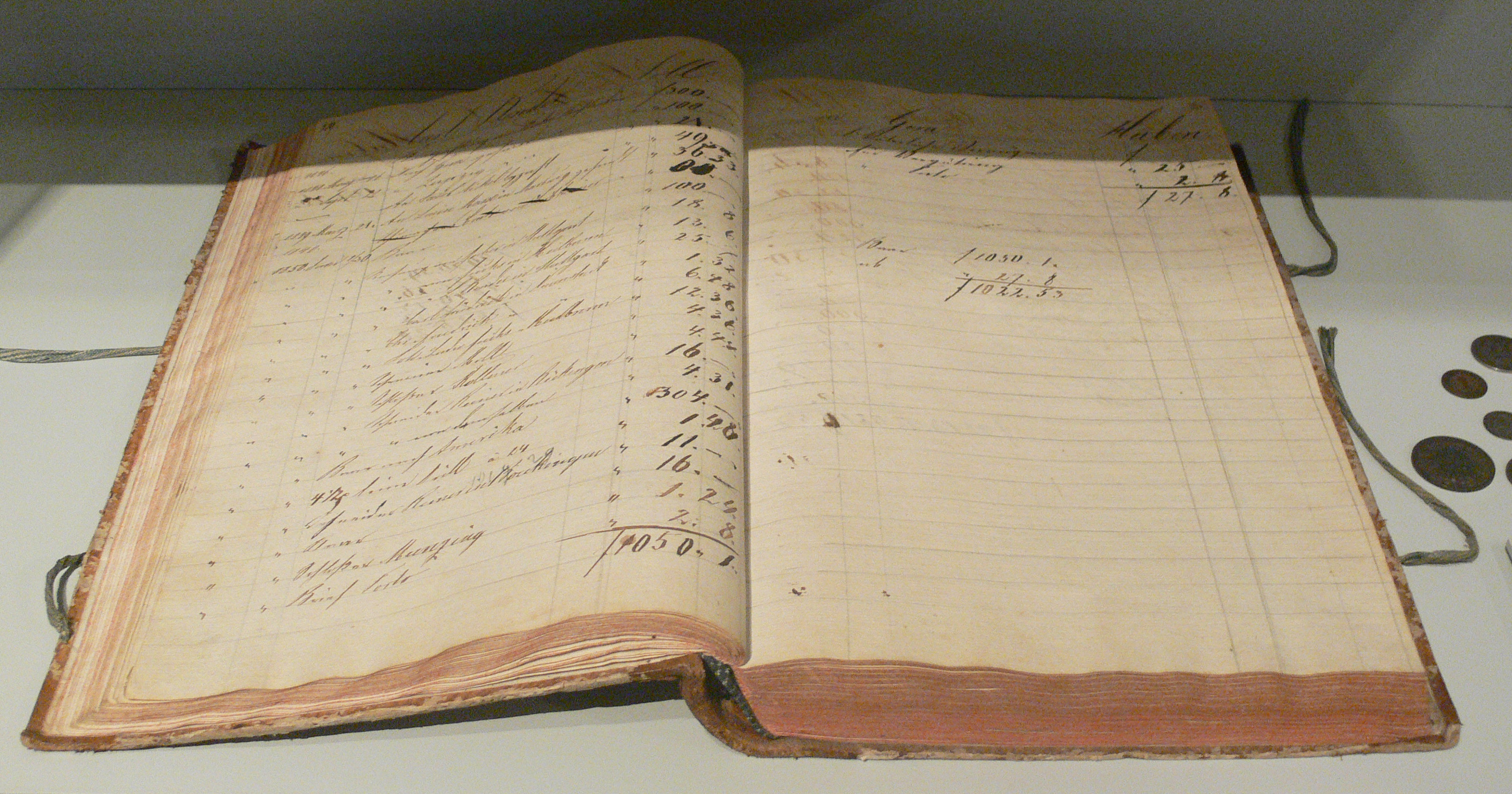
Booking

## Rozsah působnosti
Definice pojistné smlouvy je shodná pro oba standardy IFRS 17 i IFRS 4.
Pojistná smlouva je smlouva, ve které jedna strana (pojistitel) přijímá významné pojistné riziko druhé strany (pojistníka) tím, že souhlasí s vyplacením kompenzace pojistníkovi, když nastane nejistá událost v budoucnosti (pojistná událost), která nepříznivě ovlivní pojistníka. Archivováno 18. 9. 2020 na Wayback Machine.
Účetní jednotka stanoví podle pravidel uvedených ve standardu jakým způsobem bude pojistná smlouva oceňována, účtována a vykazována a následně aplikuje tyto pravidla na tyto kategorie smluv:
- Pojistné smlouvy a zajistné smlouvy z pohledu pojišťovny
- Zajistné smlouvy vydané zajišťovnami
- Investiční smlouvy s nezaručeným podílem na zisku[3]

Aktiva kryjící pojistné smlouvy nejsou součástí IFRS 17. Oddělené složky, které nejsou součástí pojistných podmínek spadají do působnosti jiných standardů. Pokud mluvíme o vloženém derivátu a samostatné investiční složce budeme účtovat podle standardu IFRS 9 a u samostatné servisní položky spadá tato kategorie pod standard IFRS 15.
Závazek ze skupiny smluv se vykazuje v nejzazším okamžiku, kdy známe počátek krytí skupiny pojistných smluv, během datumu splatnosti prvního pojistného ve skupině smluv nebo pro skupinu ztrátových smluv k okamžiku, kdy se tamo skupina smluv stala ztrátovou. IFRS 17 požaduje, aby účetní jednotka definovala skupiny smluv obsahující podobná rizika v okamžiku prvotního vykázání. Jedná se o skupiny ziskových, ztrátových nebo zbývajících smluv. Účetní jednotka nesmí přesunout smlouvu do jiné kategorie vydanou s odstupem delším než jeden rok. V případě úrovně agregace smluv standard přesně nedefinuje, jak má jednotka členit svoje portfolio, pouze doporučujeme jistou míru agregace jako je určitý typ portfolia (soubor smluv obsahující podobná rizika v rámci kmene), který obsahuje kohorty a následně skupiny podle ziskovosti podle prvopočátku sjednání smlouvy.

## Oceňovací modely

### Obecný model
Všeobecný model (GM - General Measurement Model nebo BBA – Bulding Block Approach) je základním modelem neboli přístup stavebních bloků, který se používá
pro stanovení cen závazků, které se vážou na zbývající doby krytí. Tyto závazky představují rezervy na budoucí pojistné či vzniklé nároky na pojistné plnění. Pojistné plnění zahrnuje i budoucí škody, které vznikly, ale nebyly doposud hlášeny. Skládá se z několika částí jako jsou
- Budoucí peněžní toky
- Časovou hodnotu peněz
- Riziková přirážka (RA)
- Smluvní servisní marže (CSM)

Smluvní marže (CSM) je novým aspektem během oceňování pojistných smluv, představuje hodnotu současných i budoucích zisků ze smlouvy. Tato položka se bude vykazovat a amortizovat po celou dobu životnosti smlouvy.

### Zjednodušený přístup stavebních bloků
Zjednodušený model (PAA – Premium allocation approach) lze použít při oceňování smluv s kratší dobrou krytí závazku než jeden rok. Tato metoda se aplikuje převážně pro neživotní pojištění nebo zajištění. Jednotka nemusí zahrnout do výpočtu náklady, které se rozhodla vykazovat jako správní náklady po celou dobu trvání kontraktu a není povinna upravovat peněžní toky o časovou hodnotu peněz nebo finanční rizika, kde jsou jejich toky plánovány do jednoho roku.

### Přístup variabilního poplatku
Poslední přístup variabilního poplatku (VFA – Variable fee approach) se liší od předchozích dvou, protože se zabývá smlouvami, které obsahují prvek přímé spoluúčasti. Prvkem přímé spoluúčasti je podíl pojištěného na výnosu z investic. V České republice existují dva typy tohoto pojištění – kapitálové a investiční životní pojištění (nebo také Unit-linked). Pro český trh se s největší pravděpodobností bude aplikovat tato metoda na investičním životní pojištění, jelikož kapitálové pojištění má garantovaný výnos a tento typ pojištění by musel splňovat další kritéria uvedené ve standardu.

## Přechodné období
Okamžik přechodu na IFRS 17 je velmi důležitým, ale náročným milníkem. Pojišťovny musí zvolit efektivní princip, který jim bude určovat výši budoucích zisků. S platností standardu, pojišťovny rozpustí všechny stávající rezervy a místo toho natvoří závazek podle IFRS 17. Při odhadované CSM a RA může být problematickou položku CSM. U nového businessu bude jednodušší ji natvořit, ale v případě aplikace na stávající portfolio může být problém s historickými daty pro samotnou kalkulaci. Standard umožňuje tři způsoby přechodu:
- Plně retrospektivní přístup
- Částečně retrospektivní přístup
- Reálnou hodnotou (Fair value approach)[6]

IFRS 17 přímo neurčuje přesnou aplikaci jednotlivých přístupů. Nejvhodnější metodou se jeví plně retrospektivní přístup, jelikož již na počátku pojišťovna generuje budoucí zisky (CSM), které podle analýz bývají zpravidla vyšší než u ostatních přístupů. S přechodem na nový standard se mění i způsob vykazování přesevších výkaz zisku ztrát, rozvaha, příloha k účetní závěrce a celkový soubor veškerých regulatorních a zákonných výkazů.